# Román női kézilabda-válogatott
A román női kézilabda-válogatott Románia nemzeti csapata, amelyet a Román Kézilabda-szövetség irányít. 1962-ben világbajnok, illetve a vb-ken kétszer szerzett ezüstérmet. A 2010-es Európa-bajnokságon bronzérmet nyert. A nyári olimpián eddigi legjobb helyezése az 1976-ban elért negyedik hely.

## Részvételei

### Nyári olimpiai játékok
- 1976: 4. hely
- 1980-1996: Nem jutott ki
- 2000: 7. hely
- 2004: Nem jutott ki
- 2008: 7. hely
- 2012: Nem jutott ki
- 2016: 9. hely
- 2020-2024: Nem jutott ki

### Világbajnokság
- 1957: 9. hely
- 1962:  Arany
- 1965: 6. hely
- 1971: 4. hely
- 1973:  Ezüst
- 1975: 4. hely
- 1978: 7. hely
- 1982: 8. hely
- 1986: 5. hely
- 1990: 7. hely
- 1993: 4. hely
- 1995: 7. hely
- 1997: 12. hely
- 1999: 4. hely
- 2001: 17. hely
- 2003: 10. hely
- 2005:  Ezüst
- 2007: 4. hely
- 2009: 8. hely
- 2011: 13. hely
- 2013: 10. hely
- 2015:  Bronz
- 2017: 10. hely
- 2019: 12. hely
- 2021: 13. hely
- 2023: 12. hely

### Európa-bajnokság
- 1994: 10. hely
- 1996: 5. hely
- 1998: 11. hely
- 2000: 4. hely
- 2002: 7. hely
- 2004: 7. hely
- 2006: Nem jutott ki
- 2008: 5. hely
- 2010:  Bronz
- 2012: 10. hely
- 2014: 9. hely
- 2016: 5. hely
- 2018: 4. hely
- 2020: 12. hely
- 2022: 12. hely
- 2024: 11. hely
- 2026: Kijutott, mint társrendező

## A2023-as világbajnokságranevezett keret
| #  | név                  | poszt         | születési hely | jelenlegi klubja   |
| -- | -------------------- | ------------- | -------------- | ------------------ |
| 2  | Nicoleta Dincă       | balszélső     | Slatina        | CS Gloria Bistrița |
| 4  | Claudia Paşcan       | balátlövő     | Balş           | SCM Craiova        |
| 7  | Eliza Buceschi       | irányító      | Nagybánya      | Rapid București    |
| 8  | Cristina Neagu       | balátlövő (c) | Bukarest       | CSM București      |
| 12 | Diana Ciucă          | kapus         | Craiova        | Rapid București    |
| 13 | Cristina Laslo       | irányító      | Kolozsvár      | CS Gloria Bistrița |
| 14 | Bianca Bazaliu       | balátlövő     | Slatina        | CS Gloria Bistrița |
| 18 | Daria Bucur          | jobbátlövő    | Constanța      | SCM Gloria Buzău   |
| 20 | Iulia Dumanska       | kapus         | Horodenka      | CS Gloria Bistrița |
| 21 | Alexandra Dindiligan | balszélső     | Galați         | CSM București      |
| 22 | Alexandra Badea      | jobbszélső    | Bukarest       | Rapid București    |
| 27 | Lorena Ostase        | beálló        | Vaslui         | Rapid București    |
| 28 | Diana Lixăndroiu     | balátlövő     | Slatina        | CSM Slatina        |
| 30 | Sonia Seraficeanu    | jobbszélső    | Vajdahunyad    | CS Gloria Bistrița |
| 33 | Nicoleta Balog       | beálló        | Râmnicu Vâlcea | HC Dunărea Brăila  |
| 70 | Andreea Popa         | irányító      | Bukarest       | HC Dunărea Brăila  |
| 71 | Alicia Gogîrlă       | jobbátlövő    | Râmnicu Vâlcea | SCM Râmnicu Vâlcea |
| 77 | Crina Pintea         | beálló        | Törökhídja     | CSM București      |
| 98 | Daciana Hosu         | kapus         | Beszterce      | SCM Râmnicu Vâlcea |

## Szövetségi kapitányok
- Dumitru Muși (2000–2002)[1]
- Cornel Oțelea (2002–2005)[2]
- Gheorghe Tadici (2005–2008)[3]
- Radu Voina (2008–2012)[4]
- Gheorghe Tadici (2012–2015)[5]
- Tomas Ryde (2015–2016)[6]
- Ambros Martín (2016–2019)[7]
- Tomas Ryde (2019–2020)[8]
- Bogdan Burcea (2020)[9]
- Adrian Vasile (2021–2022)[10]
- Florentin Pera (2022–)[11]